# Покровська церква (Суми)
Сумська Покровська церква або Храм Покрови Святої Богородиці — православний храм у місті Сумах (зараз обласний центр України), який нині не існує, що дав назву однойменній площі міста.

## Історія
Церква, освячена в ім'я Покрови Святої Богородиці стала першим храмом, зведеним поза межами Сумської фортеці. Вона мала статус полкового храму Сумського козацького полку, навпроти нього розташовувалося перше міське кладовище. Храм пережив набіги татар. Тут у 1708 році побував московський цар Петро І. У храмі містились школа і шпиталь.
У 1732 році на місці церкви була зведена друга дерев'яна, яка в 1765 році отримала статус храму Сумського гусарського полку. Церкву відвідував великий український філософ Григорій Сковорода.
Нарешті, в 1783 році був закладений мурований храм.
У 1821 році поряд із церквою була побудована дзвіниця з «теплим» храмом Введення Пресвятої Богородиці.
У середині XIX століття церква стала гарнізонним храмом, тут молилися військовослужбовці Новгородського драгунського полку, а також викладачі й учні Сумського кадетського корпусу.
За СРСР, у середині 1920-х років Покровську церкву було закрито, а приміщення культової споруди використовувалося для господарських потреб, згодом тут розмістили крематорій.
У 1932 році комуністи підірвали сумський Покровський храм. При цьому, згідно зі свідченнями старожилів, підірвати його з перших двох спроб не вдалося, тому коли Покровську церкву підривали втретє, більшовики заклали так багато вибухівки, що в усьому місті в радіусі близько 5 км повибивало вікна й шибки в будинках.
У жовтні 2008 року за ініціативи Сумської єпархії УПЦ, міського управління архітектури та за участю сумських козаків були розчищені фундаменти Покровської церкви. Висловлювались пропозиції щодо повної реконструкції храму, а допоки на місці вівтаря встановили каплицю, стилізовану під архітектуру Покровської церкви. 22 жовтня 2008 року її було освячено. Каплиця стала справжнім символом пам'яті про всі зруйновані святині Сумщини.
Нарешті, 2009 року сумській Червоній площі повернули її історичну назву на честь Покровського храму — Покровська.

## Джерело-посилання
- Визначні пам'ятки м. Суми[недоступне посилання з жовтня 2019] на Інформаційно-розважальний портал міста Суми